# Morasverdes
Morasverdes ist ein Ort und eine Gemeinde (municipio) mit 229 Einwohnern (Stand: 2024) im Süden der Provinz Salamanca in der Autonomen Region Kastilien-León im Westen Spaniens. 

## Lage
Morasverdes liegt in der Sierra de Gata gut 70 km (Fahrtstrecke) südwestlich der Provinzhauptstadt Salamanca in einer Höhe von ca. 895 m. 

## Bevölkerungsentwicklung
| Jahr      | 1970 | 1981 | 1991 | 2001 | 2011 | 2021 |
| Einwohner | 686  | 526  | 521  | 435  | 315  | 245  |

Der deutliche Bevölkerungsrückgang seit den 1950er Jahren ist im Wesentlichen auf die Mechanisierung der Landwirtschaft, die Aufgabe bäuerlicher Kleinbetriebe und den damit einhergehenden Verlust von Arbeitsplätzen zurückzuführen.

## Sehenswürdigkeiten
- Bartholomäuskirche (Iglesia de San Bartolomé)

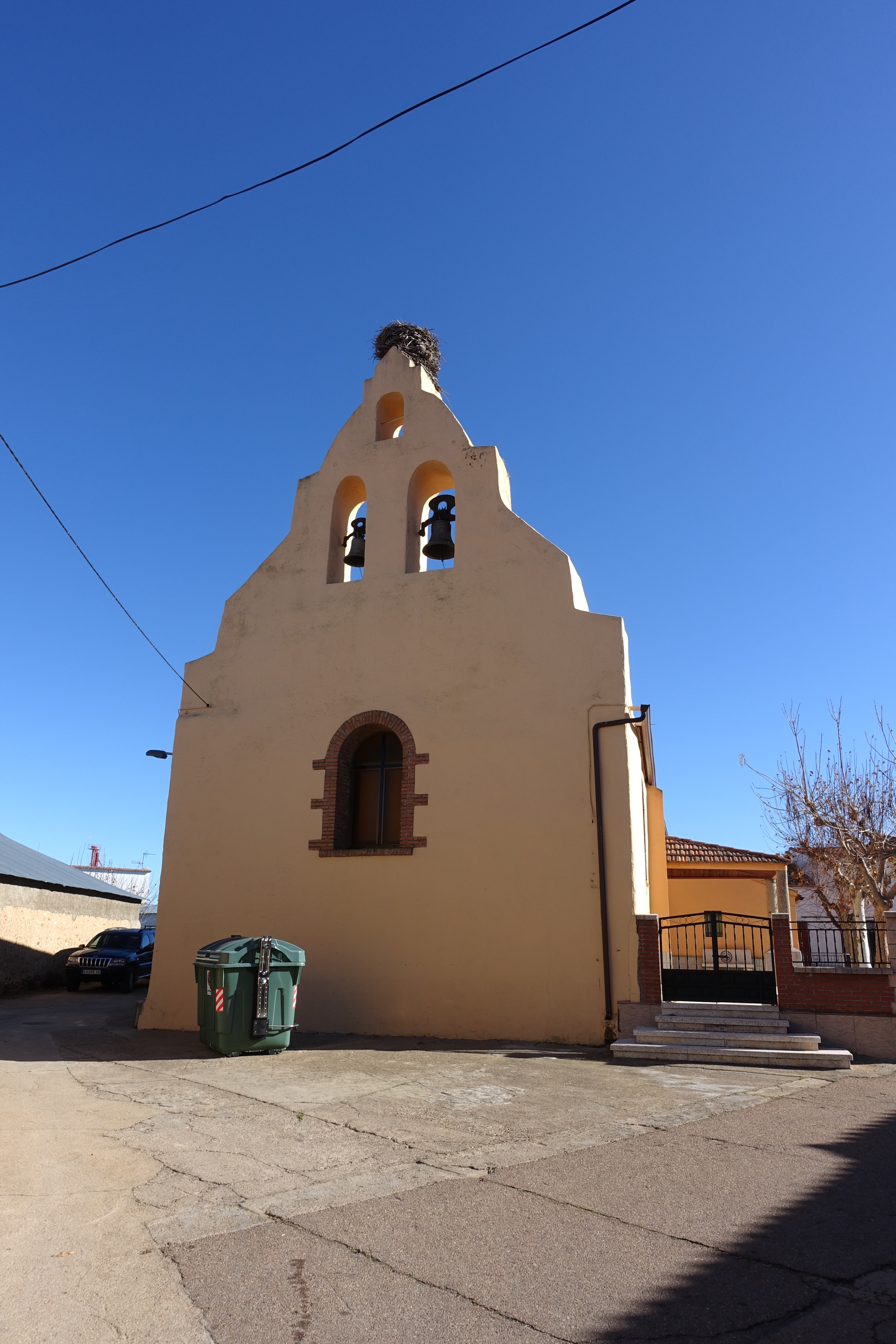
Bartholomäuskirche
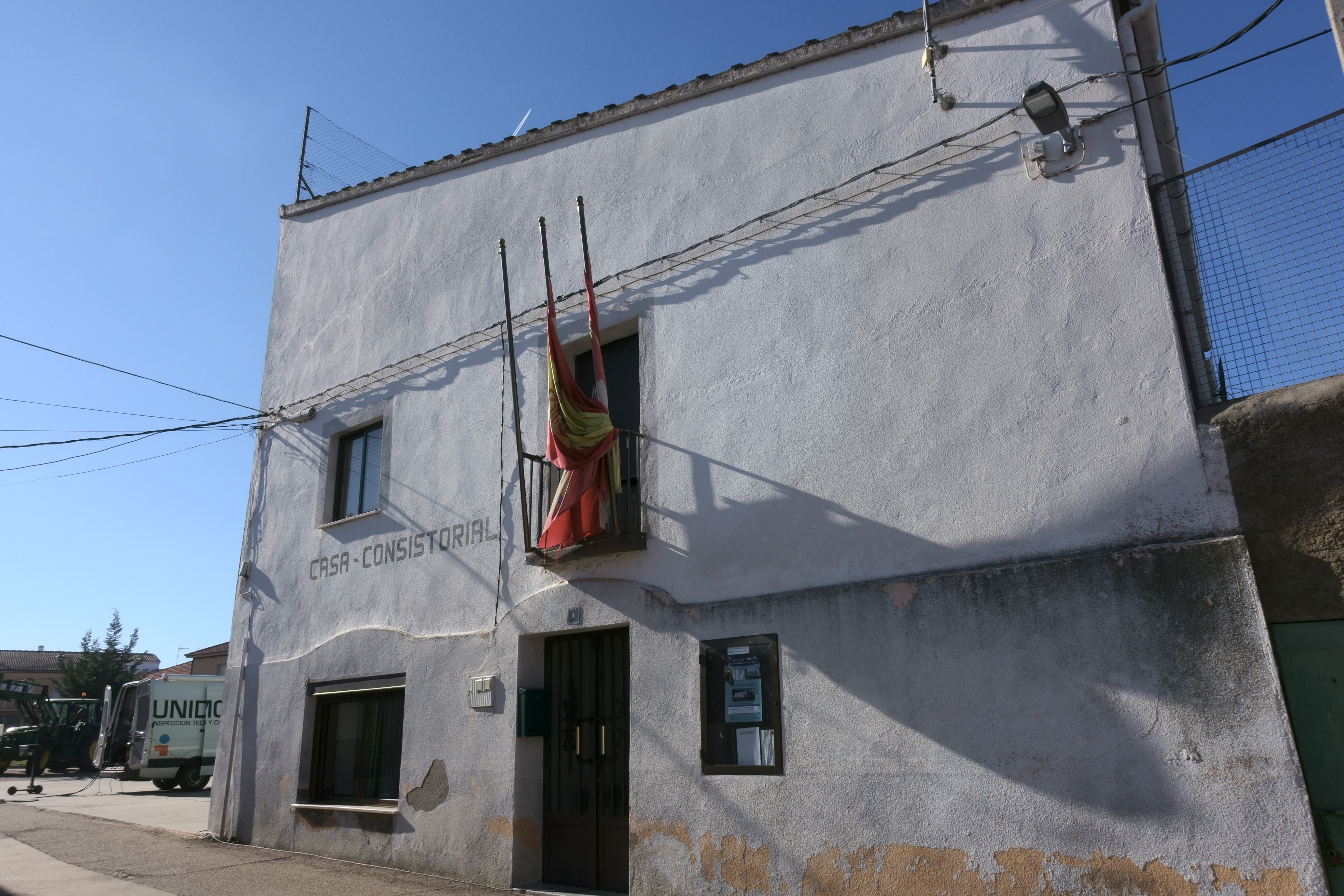
Rathaus